# Verd antique

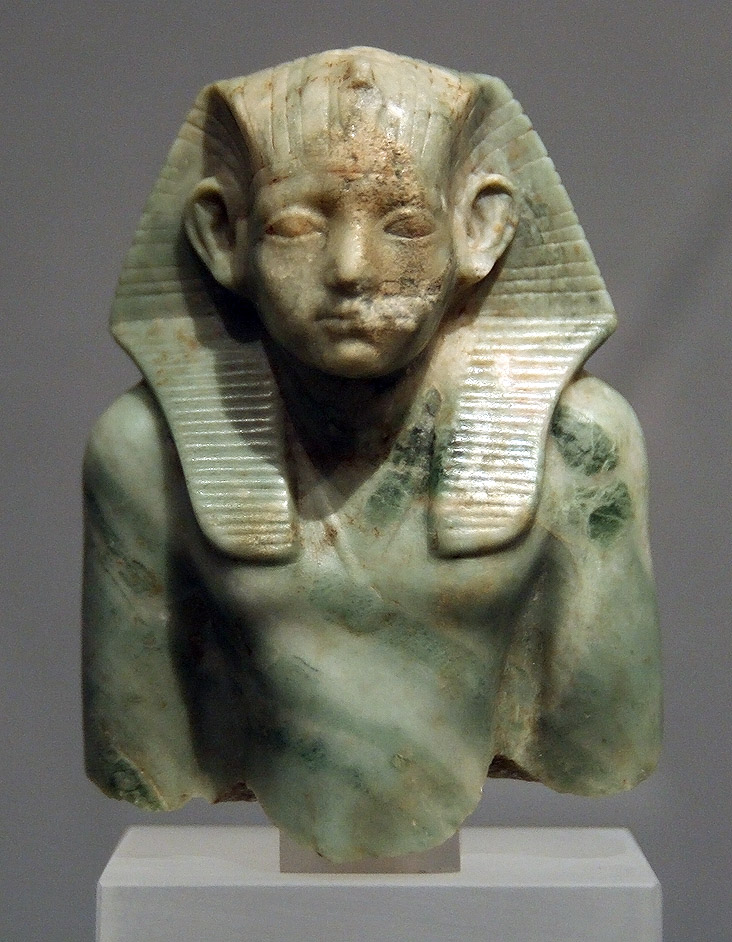
Busto de Amenemés III (c. 1800 a.C.) em verd antique.
Staatliche Sammlung für Ägyptische Kunst, em Munique.

Verd antique, um termo obsoleto do francês derivado do italiano "verde antico", ou verde antique é uma breccia de serpentinito popular desde a Antiguidade como pedra de revestimento decorativa. Sua aparência é verde escura e opaca, com veios brancos de serpentina, uma mistura de calcita, dolomita ou magnesita, que suporta forte polimento. É muitas vezes classificada erroneamente como uma variedade de mármore ("mármore serpentino", "mámore Connemara" ou "mármore verde"). Já foi chamado e vendido como "oficalcita" ou "ofita".
Variedades não brechadas de um serpentinito muito similar, chamado também de "verd antique", foram obtidos em Victorville, na Califórnia, Cardiff, Maryland e Rochester, no Condado de Addison, Vermont.

## Usos
O verd antique é utilizado como mármore, especialmente na decoração de interiores ou como faixas ou bordas em exteriores, pois é difícil de conseguir lajes ou lousas maiores. Era conhecida dos romanos antigos e era obtida especialmente em Casambala, perto de Lárissa, na Tessália (Grécia). O verd antique foi muito utilizado pelos engenheiros do Império Bizantino e do Império Otomano.